# Edmund Collins
Edmund John Patrick Collins MSC (* 22. März 1931 in Braidwood, New South Wales, Australien; † 8. August 2014 in Sydney) war Bischof von Darwin.

## Leben
Edmund Collins trat der Ordensgemeinschaft der Herz-Jesu-Missionare bei und der Erzbischof von Sydney, Norman Thomas Kardinal Gilroy weihte ihn am 20. Juli 1963 zum Priester.
Papst Johannes Paul II. ernannte ihn am 28. April 1986 zum Bischof von Darwin. Die Bischofsweihe spendete ihm der Erzbischof von Adelaide, Leonard Faulkner, am 3. Juli desselben Jahres; Mitkonsekratoren waren Edward Francis Kelly MSC, Bischof von Toowoomba, und Eugene James Cuskelly MSC, Weihbischof in Brisbane.
Am 3. Juli 2007 nahm Papst Benedikt XVI. sein aus Altersgründen vorgebrachtes Rücktrittsgesuch an.